# Bythocythere zetlandica
Bythocythere zetlandica is een mosselkreeftjessoort uit de familie van de Bythocytheridae. De wetenschappelijke naam van de soort is voor het eerst geldig gepubliceerd in 1983 door Athersuch, Horne & Whittaker.